# Váltságdíj politikai foglyokért
A váltságdíj politikai foglyokért (németül: Häftlingsfreikauf) egy nem hivatalos fogolycsere volt két állam között. A két Németország között bonyolították 1962-től egészen a Fal leomlásáig. Az NSZK az NDK-s politikai fogvatartottakért előre meghatározott összegű váltságdíjat devizában vagy áruk formájában fizetett meg. A fogvatartottakat sokszor a rokonok és rabtársak értesítése nélkül, rögtön a börtönből vitték el és adták át a nyugatnémet hatóságoknak. Ezek az emberek az NSZK-ban általában új állampolgárságot kaptak.

## Története
1962 és 1989 között 33 755 politikai fogvatartott kapta vissza így a szabadságát, ez az „program” összesen 3,5 milliárd D-Mark-jába került az NSZK-nak. A kezdetekben ez a váltságdíj 40 000 DM volt fejenként, és emelkedett egészen 100 000 DM-ig. A politikai nézeteikért börtönbe vetett embereken kívül mintegy 250 000 további ember szabad eltávozását váltotta meg Nyugat-Németország.
A programot a keletnémetek igen diszkréten kezelték. A csere lebonyolításához két Magirus-Deutz márkájú, nyugatnémet busz állt a rendelkezésükre, gombnyomásra átfordítható rendszámokkal. Így a fal mindkét oldalán helyi rendszámmal tudtak ezek a buszok feltűnésmentesen közlekedni. Persze, ez a megoldás csak idővel alakult ki, az első 20 foglyot és sok gyereket 1962-ben három, műtrágyával megrakott vagonban küldték át nyugatra.
A programból befolyó pénz fontos bevételi forrása volt az NDK-nak, akik a bevételek növelése érdekében a foglyokon és fogvatartásukon keresztül zsarolták az NSZK-t, 1979-ben például öt évről nyolc évre emelték a „szökési kísérlet” büntetési tételét.

## Fordítás
Ez a szócikk részben vagy egészben  a   Häftlingsfreikauf című német Wikipédia-szócikk ezen változatának fordításán alapul.  Az eredeti cikk szerkesztőit annak laptörténete sorolja fel. Ez a jelzés csupán a megfogalmazás eredetét és a szerzői jogokat jelzi, nem szolgál a cikkben szereplő információk forrásmegjelöléseként.